# Mark Dice

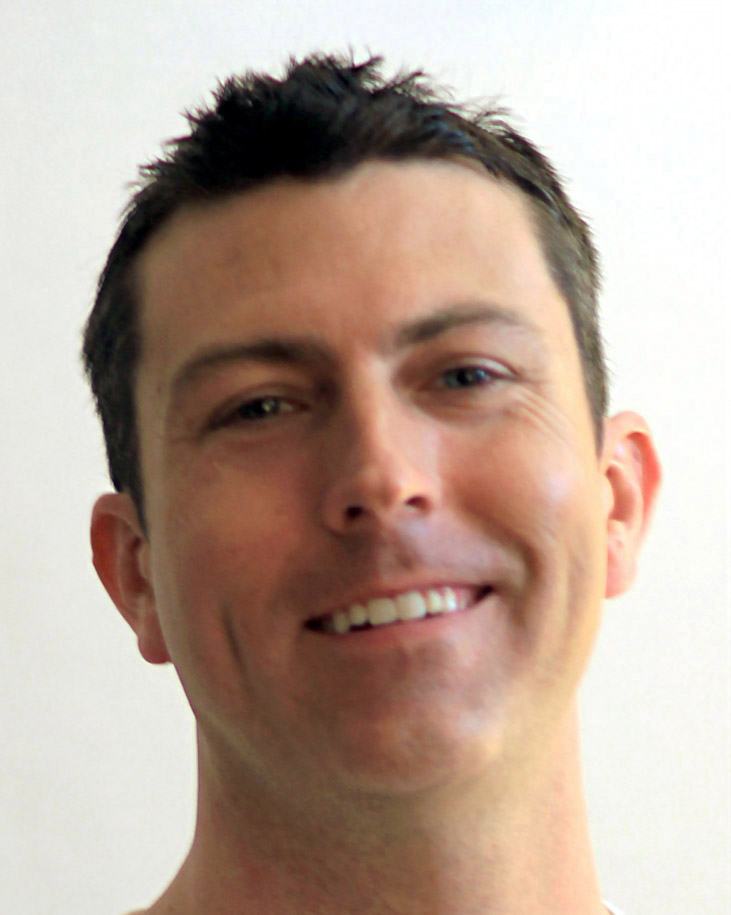

Mark Shouldice (nascido em 21 de dezembro de 1977), mais conhecido como Mark Dice e anteriormente conhecido pelo pseudônimo John Conner, é um YouTuber norte-americano, especialista de direita, teórico da conspiração, ativista e autor. Dice ganhou notoriedade em 2005 por suas teorias da conspiração sobre as Pedras Guia da Geórgia. Mais tarde, ele ganhou notoriedade como comentarista político no YouTube.